# Quechuamyia phantasma
Quechuamyia phantasma är en tvåvingeart som beskrevs av Alexander 1943. Quechuamyia phantasma ingår i släktet Quechuamyia och familjen småharkrankar.
Artens utbredningsområde är Ecuador. Inga underarter finns listade i Catalogue of Life.